# تمثال ضخم لأمنحتب الثالث وتي
التمثال الضخم لأمنحتب الثالث وتي هو تمثال جماعي مترابط للملك المصري أمنحتب الثالث من الأسرة المصرية الثامنة عشرة، وزوجته الملكية العظيمة تي، وثلاث من بناتهم. إنه أكبر ثنائي تم نحته على الإطلاق. كان التمثال قائمًا في الأصل في مدينة هابو، طيبة الغربية؛ اليوم هو محور القاعة الرئيسية للمتحف المصري في القاهرة.

## وصف
التمثال مصنوع من الحجر الجيري عرضه 4,4 م وارتفاعه 7 م. العيون ذات الشكل اللوزي والحواجب المنحنية للأشكال هي من طراز أواخر الأسرة الثامنة عشر النموذجية. يرتدي أمنحتب الثالث غطاء رأس النمس مع الصل ولحية مستعارة ونقبة؛ انه يضع يديه على ركبتيه. الملكة تي تجلس على يساره وذراعها اليمنى موضوعة حول خصر زوجها. طولها يساوي ارتفاع الملك المصري مما يدل على مكانتها المرموقة. إنها ترتدي فستانًا يصل إلى الكاحل ومقاومًا للكاحل وشعر مستعار ثقيل مع غطاء رأس نسر، موديوس وصلي مزدوج. تتوج الكوبرا والنسر، ويرتدي الكوبرا اليمنى التاج الأبيض لمصر العليا، بينما يرتدي اليسار الأيمن التاج الأحمر لمصر السفلى.
تمثل الأشكال الثلاثة الأصغر ثلاثًا من بناتهم. تم تصوير الأميرة حنوت انيب، وهي تقف بين والديها، على أنها امرأة ناضجة، ترتدي فستانًا ضيقًا وشعرًا مستعارًا ممتلئًا بموديوس وأعمدة ولكن بدون الصل (هذا هو الفرق الوحيد بين غطاء رأس والدتها وغطاء رأسها). بجانب أمنحتب، يقف الشكل التالف لابنة صغيرة، نيبيتة، بينما يقف بجانب تي الشكل الأكثر تضرراً لأميرة أخرى، فقدت اسمها. الثنائي هو واحد من اثنين فقط من التمثالين اللذين يصوران حنوتانيب، والتماثيل الوحيدة لنيبيتة.
من المحتمل أن يكون التمثال قد نحت حول أول عيد سد لأمنحتب الثالث. تكتب أرييل كوزلوف أن عمر البنات المصوَرات على النصب التذكاري، خاصة عصر حنوت انيب، وأسلوب شعر مستعار الملكة تي، الذي كان «في أكثر حالاته تطوراً، يكاد يغطى وجهها» يشير إلى أن التمثال صنع خلال العقد الثالث من ملك الملك. من الممكن أن تكون قد صنعت من الحجر الجيري الجيد الذي تمت إزالته لإنشاء الفناء المفتوح لـ TT192 - قبر ضخم تابع لخريف الملكة تي، والذي بدأ العمل فيه في هذا الوقت تقريبًا.
الابنة الكبرى للزوجين الملكيين، سات آمون، غائبة عن مجموعة التمثال، ربما بسبب ترقيتها إلى مرتبة الزوجة الملكية العظيمة بحلول العام 30 من حكم أمنحتب. كانت حنوت انيب هي الابنة الثانية أو الثالثة، التي ولدت إما قبل أو بعد إست، والتي أصبحت ملكة في العام 34. لم تذكر حنوتانيب في أي مكان كملكة، ولكن في هذا التمثال العملاق وصفت بأنها «رفيق حورس الذي في قلبه». هذه هي المرة الوحيدة التي يُمنح فيها هذا اللقب الملكي للأميرة، ويُكتب اسمها أحيانًا في خرطوش، مما قد يشير إلى أنها رُفعت إلى ملكة مثل سيتامون وإست. الأميرة الثالثة على التمثال، والتي تم تدمير اسمها في بعض الأحيان، يتم تحديدها مبدئيًا باسم إست، لكن ربما يكون لأمنحتب ما يصل إلى ستة عشر ابنة، وليس كلهن معروفين لنا.

## التاريخ

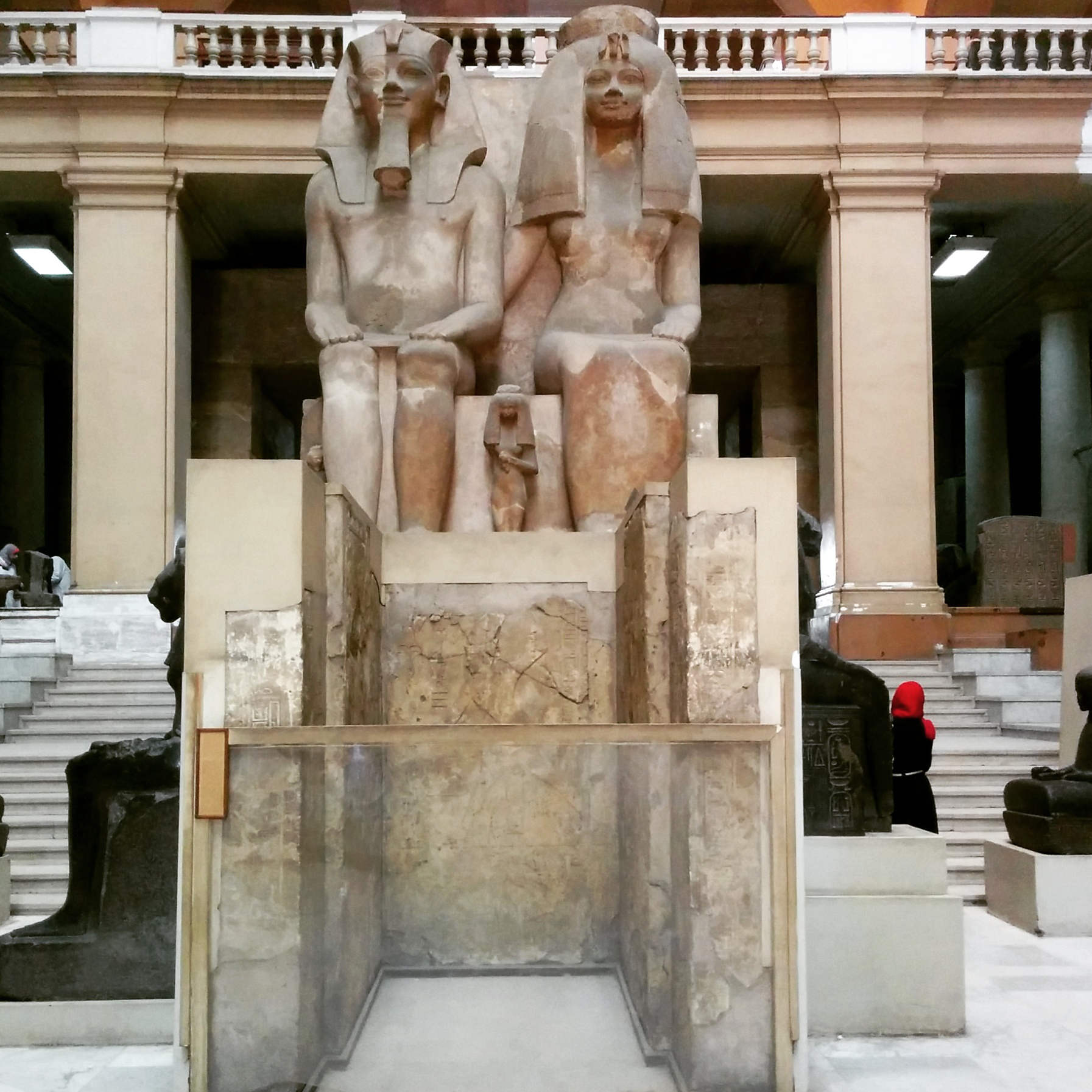
التمثال في المتحف

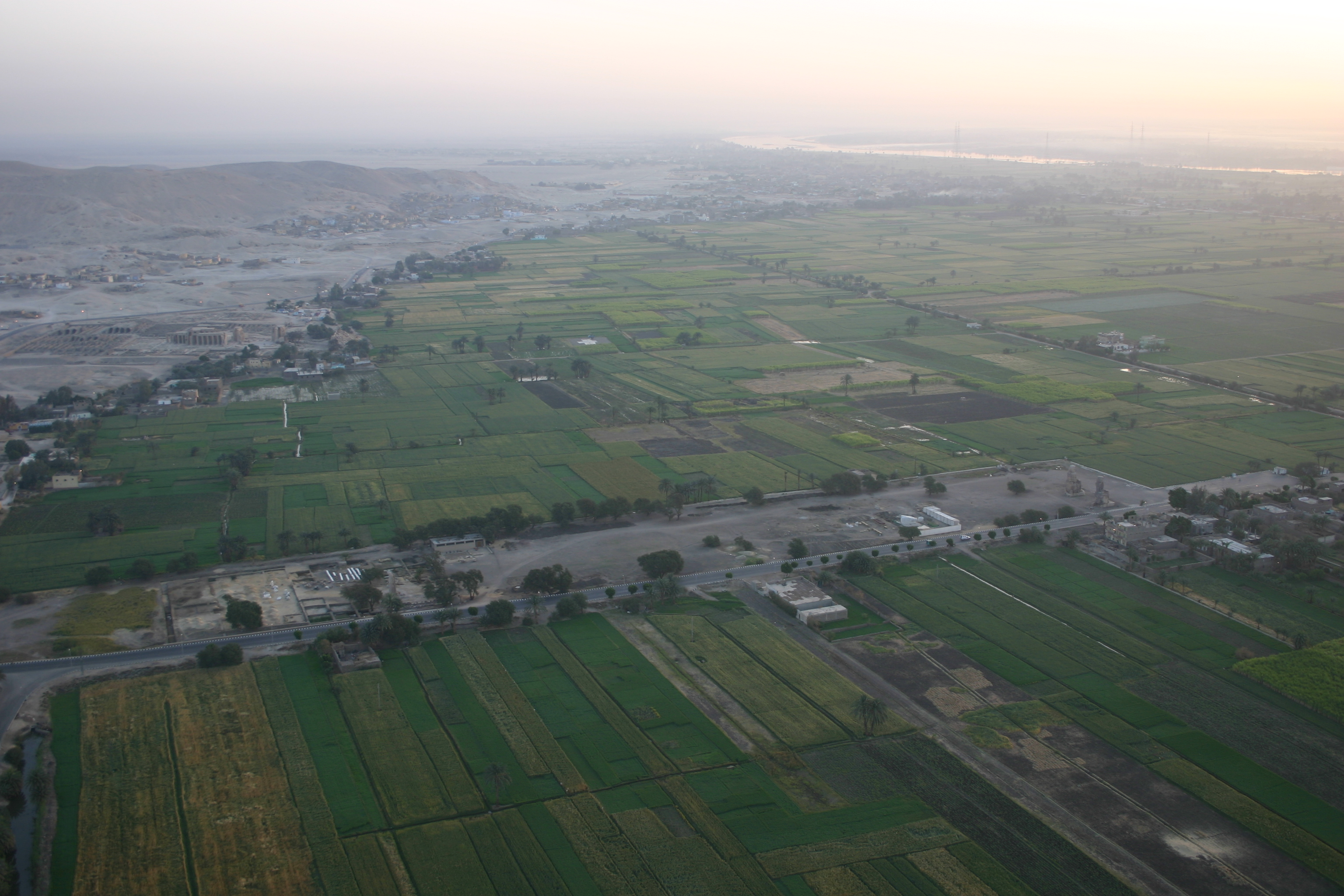
موقع التمثال الأصلي في المعبد الجنائزي لأمنحتب الثالث

ينتمي التمثال إلى المعبد الجنائزي لأمنحتب الثالث، والذي تم تدميره في الغالب منذ ذلك الحين، ولكن خلال ذلك الوقت كان أكبر مجمع معابد في طيبة، متجاوزًا حتى معبد الكرنك. نظرًا لأنه تم بناؤه بالقرب من السهول الفيضية، فقد أصبح مدمرًا بعد أقل من مائتي عام وأعاد الملوك اللاحقون استخدام معظم أحجاره لمشاريع البناء الخاصة بهم. من المحتمل أن يكون المكان الذي تم العثور فيه على التمثال هو البوابة الجنوبية لمجمع المعبد الجنائزي، حيث إنه بعيد عن المعبد مثل تمثالا ممنون عند البوابة الشرقية. والاحتمال الآخر هو أن رمسيس الثالث قد اغتصب هذا الرجل عند استخدام كتل معبد أمنحتب لبناء منزله الخاص به في مدينة هابو، على الرغم من عدم محو الأسماء الأصلية. تم العثور على التمثال في أواخر القرن التاسع عشر على شكل شظايا. في عام 1897 نقل جورج دارسي القطع إلى الفناء الأمامي لمعبد آمون الصغير في مدينة هابو المجاورة؛ فيما بعد تم نقلهم إلى القاهرة وأعيد تجميعهم لافتتاح المتحف المصري عام 1902. العملاق لديه رقم الكتالوج M610 ؛ رقم شخصية الأميرة حنوت انيب له رقم منفصل، JE 33906.
تم العثور على رأس من الحجر الجيري مقاس 27,6 سم، تم العثور عليه في مجموعة خاصة، على أنه رأس الأميرة نبيتة وجزء من هذا التمثال. ترتدي نبتة باروكة مستديرة وغطاء رأس متواضع. لا يزال من الممكن اكتشاف آثار خصلة الشباب الجانبية. لديها نفس العيون اللوزية مع حواجب منحوتة بدقة وخطوط تجميل مثل الشخصيات الأخرى في المجموعة. من المحتمل أن يكون الرأس قد تم إزالته عمدًا من مجموعة التمثال، ربما في فترة العصور الوسطى، وظل مكشوفًا على الأرض لفترة طويلة جدًا - لأنه في حالة أسوأ من بقية التمثال - وعُثر عليه قبل عام 1897 عندما نُقل باقي التمثال من مكانه. كانت تنتمي إلى مجموعة فرنسية خاصة في أوائل القرن العشرين، وتم عرضها كجزء من مجموعة دبليو أرنولد ميجر في أمستردام في 2005-2006 وتم بيعها مقابل 206,500 دولار أمريكي في عام 2008. تم إرفاق نسخة طبق الأصل من الرأس بالتمثال في القاهرة.
في عام 2011، تم العثور على عدة شظايا جديدة من التمثال خلال عملية حفر قبل تركيب نظام صرف صحي جديد على الضفة الغربية للأقصر. يمكن إعادة تشكيلها لتشكيل ستة أجزاء مفقودة من التمثال، بما في ذلك جزء من غطاء الرأس والصدر والساق اليمنى للملك، وجزء من شعر مستعار، والذراع الأيسر، والنخيل، وأصابع ورجل الملكة، وجزء من قاعدة التمثال، مع سجين نوبي. نظرًا لعدم وجود أي نقوش عليها، كان من الصعب تحديد تاريخها في البداية، لكن أمنحتب الثالث كان الملك المصري الوحيد من الأسرة الثامنة عشرة الذي كان لديه تماثيل ضخمة بهذا الحجم ولم يتم العثور عليها إلا في معبده الجنائزي وفي مدينة هابو؛ ساعد هذا في مطابقة القطع مع العملاق في متحف القاهرة. مع إضافة الأجزاء التي تم العثور عليها حديثًا، اكتمل التمثال بنسبة 70 ٪.